# Богадельня имени Геера
Богаде́льня и́мени Гее́ра — здание, возведённое в 1894—1899 годах по заказу Московского городского общественного управления по проекту архитекторов Льва Кекушева и Иллариона Иванова-Шица. Участок был подарен городу купчихой Наталией Петровной Геер с условием устройства на этом месте богадельни для обанкротившихся представителей мещанского класса. Организация получила название в честь её покойного мужа — швейцарского консула и купца Иосифа Николаевича Геера. После 1917 года здание занимали разные конторы, по состоянию на 2018-й строение пустует.

## История

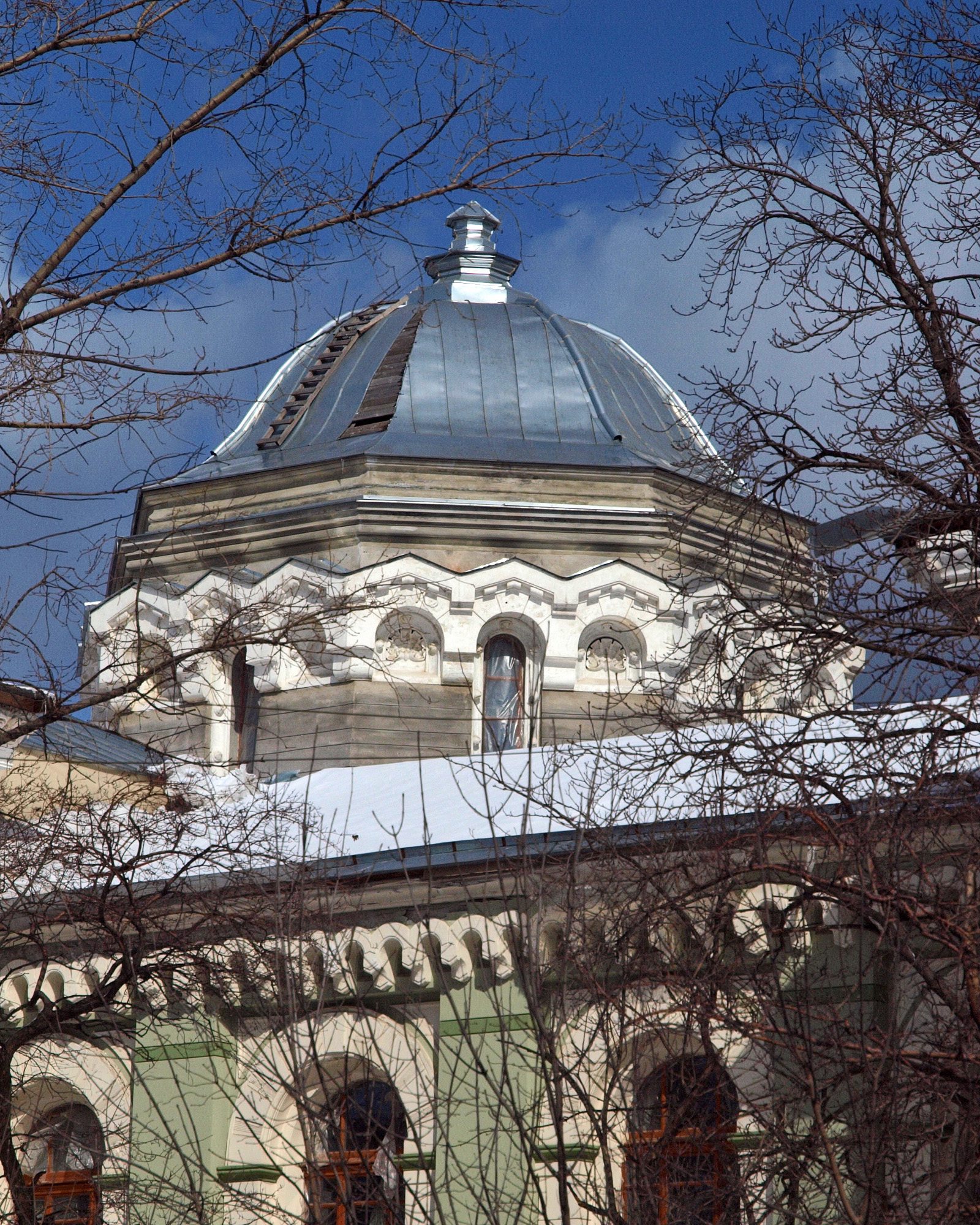
Купол бывшей домовой церкви Иосифа Обручника, 2009 год

В конце XVIII века обширный участок поблизости от Алексеевского монастыря принадлежал секунд-майору А. Л. Демидову. Позднее территория перешла в собственность военачальника Алексея Ермолова. В 1859 году землю приобрёл купец первой гильдии Иосиф Николаевич Геер. Через десять лет он продал часть территории купцу Владимиру Занегину. Однако участок всё равно имел внушительные размеры. По свидетельству коллекционера Петра Щукина, помимо усадьбы на нём располагались сад и водочный завод: 
Часто бывал у моих родителей швейцарский консул, старик, Осип Николаевич Геер, который жил в своём доме близ Алексеевского монастыря, где имел прекрасный сад-парк и водочный завод. В саду созревали груши дюшесы, а гееровские водки и наливки пользовались заслуженной славой
.
Геер скончался в 1876 году, и через 18 лет его вдова Наталья Петровна обратилась к городскому главе Константину Рукавишникову с предложением устроить на месте имения богадельню для стариков обоего пола. Она намеревалась пожертвовать территорию общей площадью более 14 тысяч саженей при условии, что четыре из них отведут под дом призрения, названный в честь её мужа. В сентябре того же года Городская дума постановила принять пожертвование с соблюдением выдвинутого условия. По просьбе Рукавишникова губернатор Александр Булыгин также направил ходатайство императору Николаю II, чтобы он разрешил присвоить учреждению имя Иосифа Геера. Положительный ответ был передан 12 апреля 1895 года в письме от Министерства иностранных дел. В этот период Наталья Геер отдала в дар ещё один небольшой участок, таким образом, общая стоимость пожертвованных земель превышала 250 тысяч рублей.
Городские власти планировали использовать оставшуюся часть территории для организации приюта в честь коронации Николая II. Однако из-за давки на Ходынском поле устройство благотворительного центра отложили. По некоторым данным, на территории бывшего владения Гееров недолго действовало убежище для сирот, родители которых погибли во время давки.
Возведением и организацией Богадельни имени Геера руководило Московское городское общественное управление, поэтому работы поручили городскому архитектору Льву Кекушеву. Его помощником выступал Илларион Иванов-Шиц. Общая стоимость строительства превысила 140 тысяч рублей, часть из которых выделили из бюджета. Официальное открытие учреждения состоялось 1 января 1899 года. На мероприятии присутствовали епископ Можайский Тихон и видные общественные и культурные деятели. Так, архивист Юлиан Толстов сравнивал новопостроенное здание с великокняжеским дворцом. С августа 1899-го при богадельне действовала домовая церковь, освящённая в честь тезоименного святого мужа и внука Натальи Геер — Иосифа Обручника.
На первом этаже здания расположили служебные помещения, лазарет, цейхгауз, кухню и квартиры для персонала. На втором — палаты, рассчитанные на 100 человек. Учреждение предоставляло полный пансион пожилым обедневшим мещанам. Содержание постояльцев осуществлялось на частные пожертвования и государственное финансирование, на каждого жильца выделяли 186 рублей в год. При организации действовала аптека для неимущих.
В 1901 году Наталья Геер выделила более 12 тысяч рублей на церковную утварь и устройство в домовом храме иконостаса, выполненного из белого мрамора по эскизам Льва Кекушева. Конструкция состояла из семи частей, объединённых резным карнизом. Иконостас дополнили бронзовыми царскими вратами с шестью круглыми медальонами, на главных них были изображены Архангел Гавриил и Божия Матерь. Медальоны объединили плетёной решёткой, ворота увенчали массивным равноконечным крестом. На первом ярусе расположили необычные двойные иконы, конструкция которых позволяла закреплять в руках ангелов другие образы во время праздников. Для служителей домового храма на территории богадельни возвели дополнительный дом.
В 1906 году после смерти Натальи Геер комплекс дополнили пристройками, возведёнными на завещанные благотворительницей средства. Во время Первой мировой войны в здании оборудовали лазарет. После Октябрьской революции богадельню ликвидировали. Церковь закрыли, её убранство вывезли, крест на куполе заменили изображением Георгия Победоносца, венчавшим ранее один из ризалитов дома. При этом парный ему герб Москвы был утрачен. Существовали предложения о создании на территории храма школы для комсостава милиции и курсантского клуба. В 1920-х годах комплекс занял Сокольнический райком РКП(б), позднее — Сокольнический совет. С 1967-го дом находился в ведении Министерства мясной и молочной промышленности СССР, некоторое время помещения занимало объединение «Разноэкспорт». В этот период крылья дома дополнили двухэтажными пристройками. Обветшалое строение неоднократно подновляли, но не реставрировали.

## Архитектура

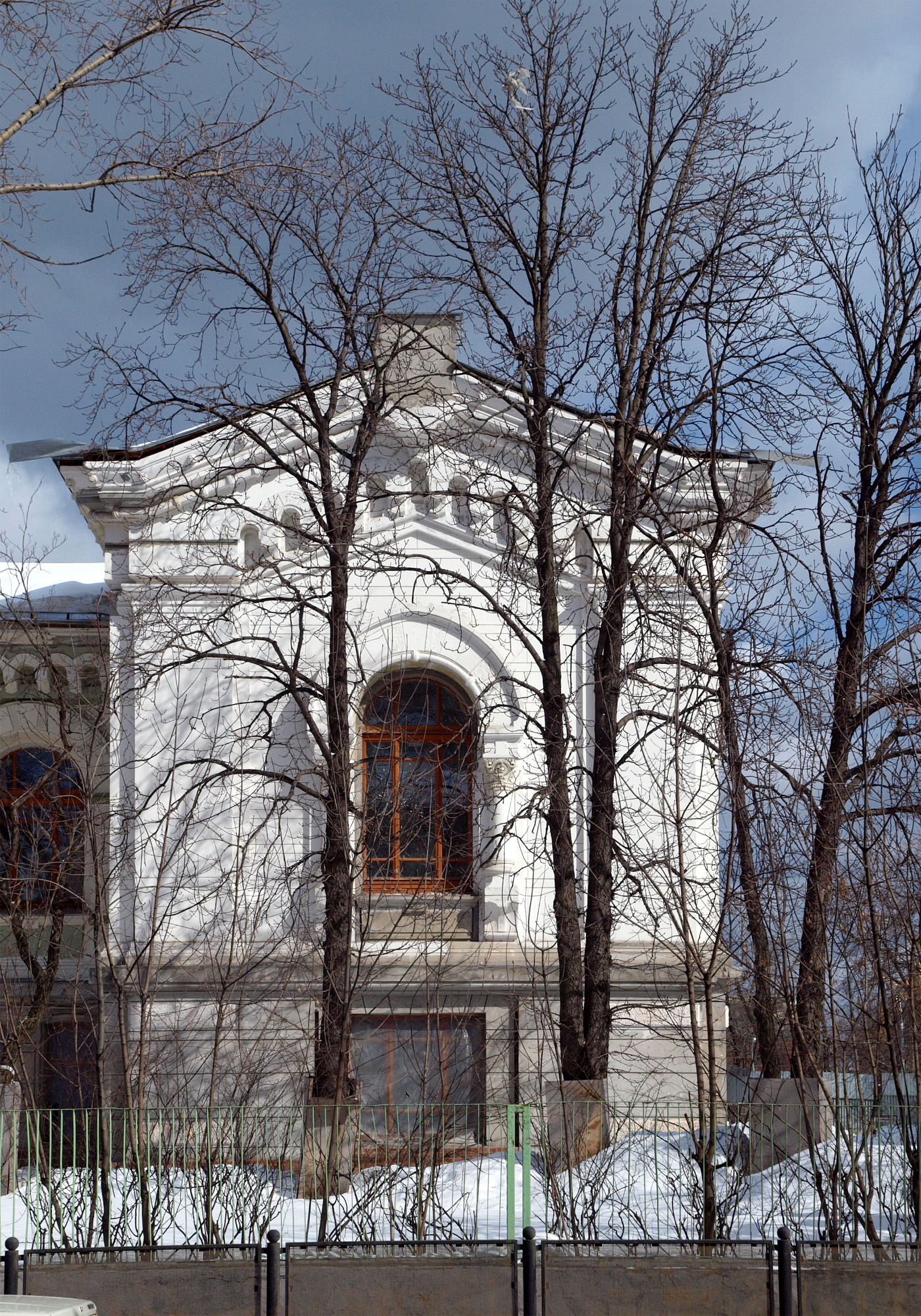
Боковой фасад Богадельни имени Геера, 2009 год

Здание богадельни было выстроено вдоль улицы и имело симметричную трёхчастную композицию, центром которой являлся домовой храм святого Иосифа. При оформлении фасадов Кекушев использовал приёмы романо-византийской архитектуры: приземистый купол колокольни с рёбрами, обильный аркартурный декор, капители с растительным орнаментом, фигурное остекление в виде сот и витражи. Благодаря гармоничным пропорциям и общей пластике деталей строение создаёт монументальный образ. Выступающие ризалиты главного фасада покрыли скатными кровлями, придававшими строению сходство с раннехристианскими базиликами. На уровне второго этажа центральный ризалит декорировали тремя полуциркульными световыми проёмами. Массивные окна второго яруса оформили крупными наличниками и фланкировали круглыми колонками. Изначально здание богадельни отделяла от проезжей части массивная ограда с коваными воротами, демонтированные позднее.
В центральном объёме дома расположили просторный вестибюль, над ним на втором этаже обустроили столовую. С противоположной стороны от парадного входа находился объём домовой церкви, выделенный снаружи ризалитом-апсидой. Его расширили надстройкой-колокольней, покатый купол которой возвышался над зданием. С одной стороны от центральных помещений обустроили парадную лестницу с коваными перилами, с другой — служебную, ведущую в звонницу. Помещения столовой и моленной объединили узким проёмом, чтобы больные могли видеть богослужение, не спускаясь на первый этаж. По просьбе Наталии Геер пол церкви, вестибюля и прилегающих помещений выложили из мозаики, в остальных залах постелили паркет.
В 2004 году здание богадельни признали объектом культурного наследия регионального значения. Позднее комплекс отремонтировали. Проект разработали реставраторы Б. Е. Пастернак и Т. С. Борисова при участии А. В. Кузнецова и О. Замжицкой. В ходе работ восстановили оригинальный архитектурный ансамбль, демонтировали поздние флигеля, надстройки и перекрытия. Тем не менее внутреннее убранство помещений восстановлено не было. Москвовед Андрей Леднёв указывает, что в 2015-м в здании также планировали провести реконструкцию, но задумку не реализовали. По состоянию на 2018 год здание пустует.